# Mirabella (pevnost)
Mirabella (Peovica) je románská pevnost nad městem Omiš ve Splitsko-dalmátské župě v Dalmácii v Chorvatsku. Postavena byla ve 13. století. Pevnost byla velmi dobrým úkrytem pro omišské piráty, kteří se mimo jiné kolem pevnosti stahovali do bezpečí rokle řeky Cetiny. Legenda praví, že roku 1537, během útoku osmanských Turků, obránci města Omiš zmátli útočníky křikem a ranami natolik, že Turci přecenili síly obránců a dali se na útěk.